# 罗灵丘陵 (怀俄明州)
罗灵丘陵（英語：Rolling Hills），是美国怀俄明州康弗斯县（Converse）下属的一座城市。该市的人口在2000年为449人，2010年有440人，2011年则估计有434人。